# Lispe palposa
Lispe palposa är en tvåvingeart som först beskrevs av Walker 1849.  Lispe palposa ingår i släktet Lispe och familjen husflugor. Inga underarter finns listade i Catalogue of Life.